# Apoheterolocha viridissima
Apoheterolocha viridissima är en fjärilsart som beskrevs av Eugen Wehrli 1937. Apoheterolocha viridissima ingår i släktet Apoheterolocha och familjen mätare. Inga underarter finns listade i Catalogue of Life.